# 菊正宗酒造
菊正宗酒造株式会社，前身是本嘉纳商店，是一間位於日本神户市的日本酒釀造公司。

## 經營理念
菊正宗十分講究酒的釀製。菊正宗使用「生酛酒母」釀造法，是現今最傳統的酒母釀造法，不會額外添加乳酸及培養酵母加速釀造。釀酒原料方面，只用適合釀酒且有「酒米之王」之稱的「山田錦米」，以及有豐富礦物質的宮水及米麴來釀造。

## 經營历史
| 年份     | 事件                                                                                |
| -------- | ----------------------------------------------------------------------------------- |
| 1659年   | 在神户兵庫縣御影乡，嘉纳家族涉足酿酒业。                                            |
| 1830年代 | 高速发展期，具备年产1980吨（11000石）清酒的能力。                                   |
| 1877年   | 初次出口英国。                                                                      |
| 1927年   | 成为「滩中学」的设立代表人。                                                        |
| 1938年   | 清酒年产量位居行业之首：9315吨（51749石）。                                         |
| 1947年   | 昭和天皇视察总公司。                                                                |
| 1965年   | 四季酿造工厂「菊荣藏」酒窖竣工。                                                    |
| 1968年   | 与美国休伯莱恩公司缔结委托销售协议。                                                |
| 1970年   | 荣获清酒界首届「出口贡献奖」。                                                      |
| 1971年   | 菊正宗的酿酒工具被认定为「日本国重要民俗资料」。                                    |
| 1983年   | 开始了烫酒温度把握、酒质分辨、美食品鉴的基础研究； 开始了面向消费者的日本酒研讨会。 |
| 1989年   | 主力产品全部率先实行「本酿造化」； 扩充研究室，新菊正宗综合研究所竣工。             |
| 1990年   | 在美国洛杉矶开展日本清酒研讨会第100回纪念。                                         |
| 1994年   | 在美国纽约开展日本清酒研讨会第200回纪念。                                           |
| 2007年   | 主力商品时隔40年新装上市                                                            |
| 2009年   | 创业350周年纪念。                                                                   |

## 主要产品
- 純米大吟釀酒、大吟釀酒、純米酒
  - 使用抛光留存率达60%以下的大米酿制。若抛光留存率达到50%以下，口感丰润、五味调和，具水果香。
- 樽酒
  - 菊正宗的桶装清酒，是拥有吉野杉木清香的正宗烈味的辛口酒（烈酒）。
- 本酿造酒
  - 经少量食用酒精的调节，令酒质更芳醇、爽口，是佐餐酒之首选。
- 梅酒、酢橘酒
- 紙盒裝日本酒
- 塩麹、即食日式咖哩
- 護膚品，包括：卸妝液、洗面乳、化妝水、乳液

## 菊正宗酒造紀念館
菊正宗酒造於神戸市東灘区魚崎西町1－9－1營運的紀念館，展示「生酛酒母」釀造法及公司歷史。

## 關連項目
- 嘉納財閥
- 灘五鄉

## 外部連結
- 菊正宗酒造 （页面存档备份，存于）